# Römerzeitliche Villa (St. Pauls)

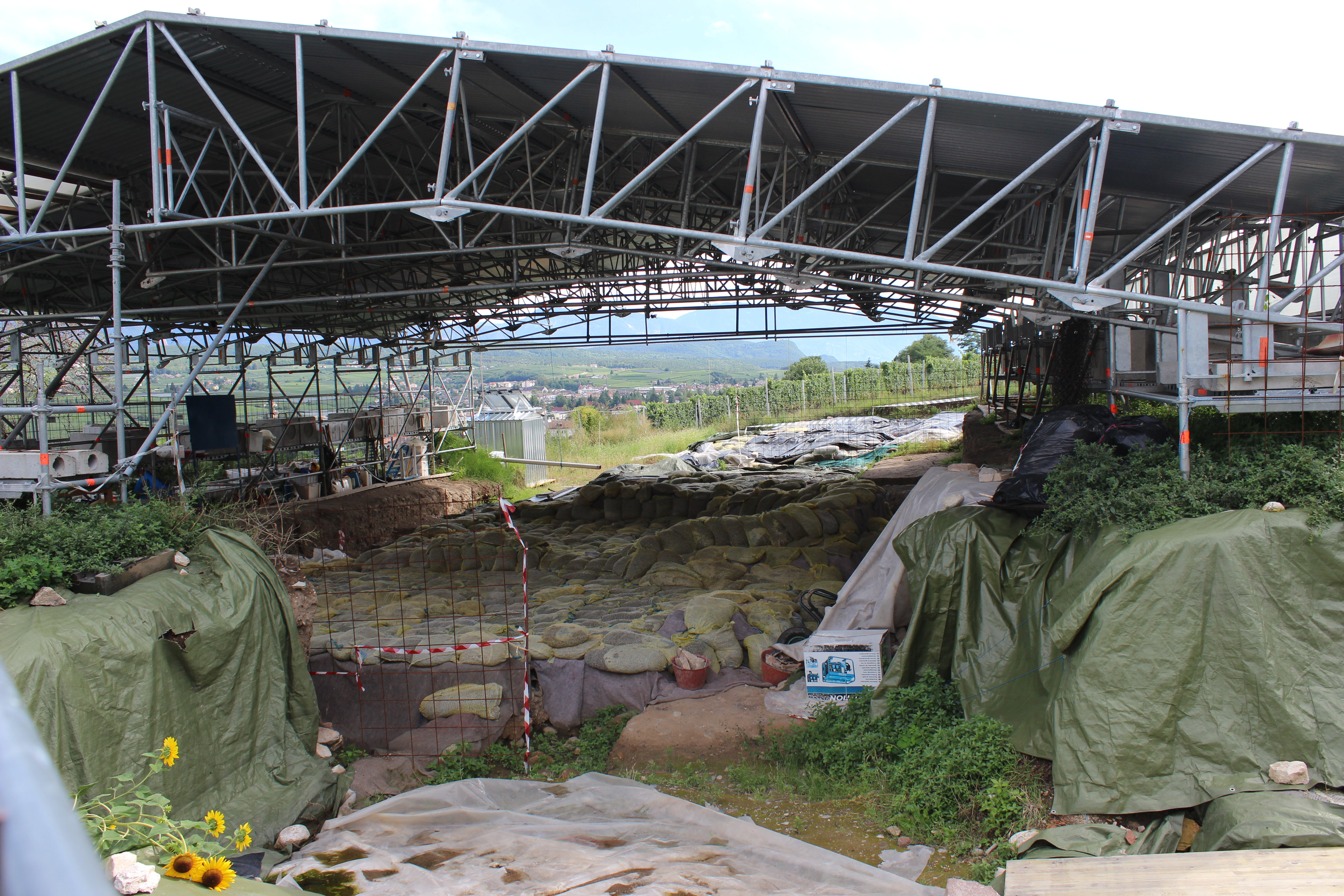
Die überdachten Ausgrabungsflächen

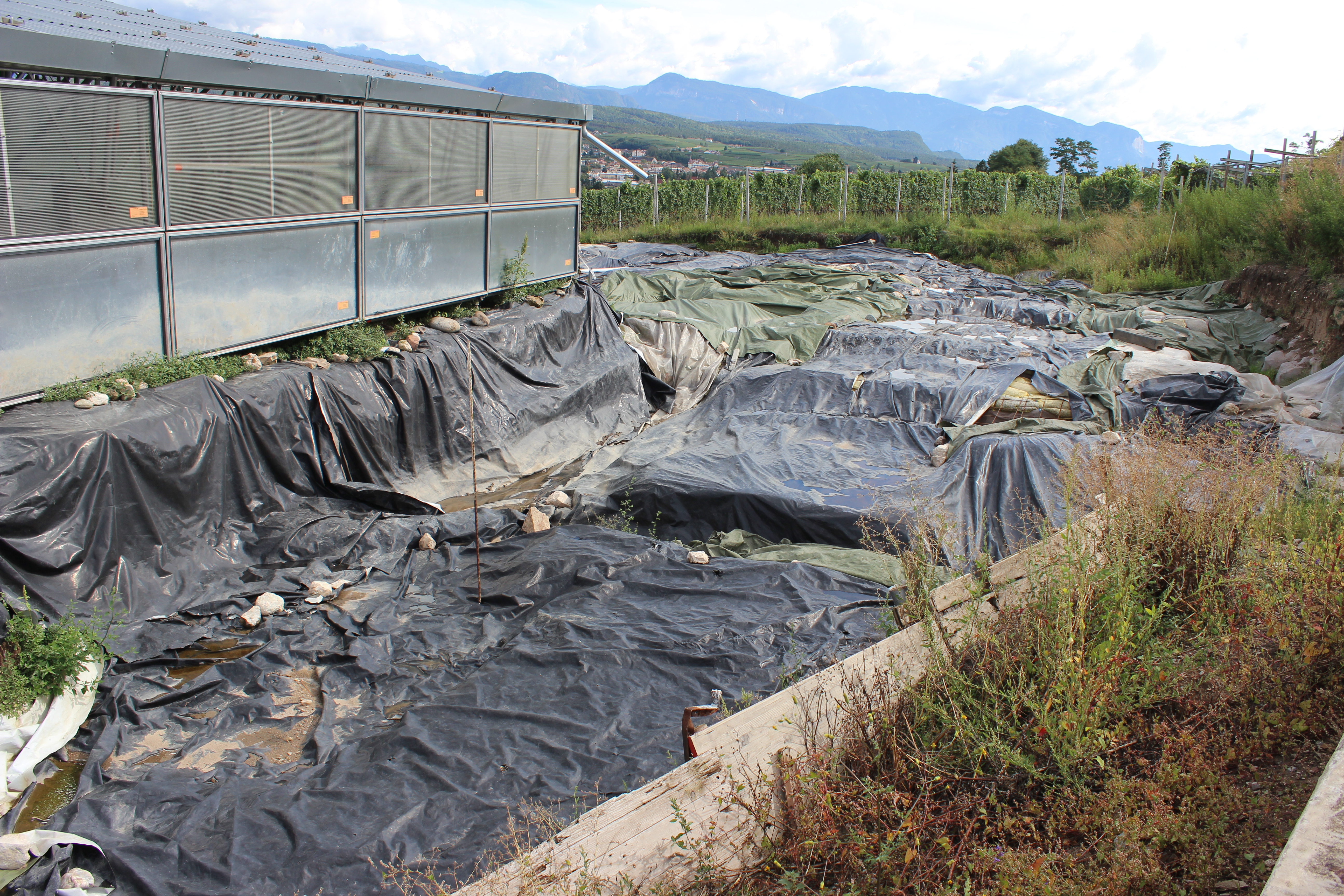
Das Areal der ausgegrabenen Fundamentreste

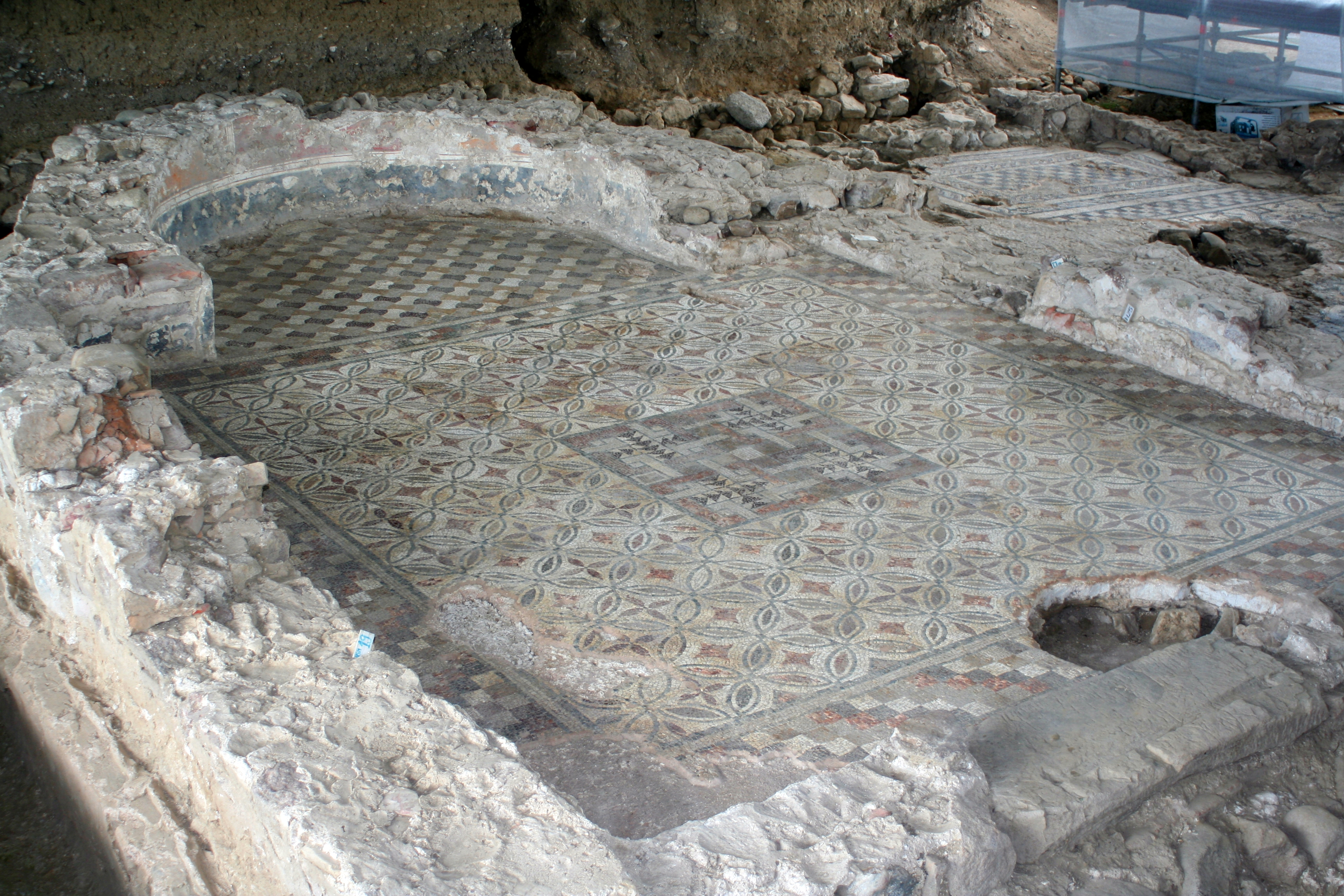
Der Repräsentationstrakt

Die römerzeitliche Villa in St. Pauls (Südtirol) wurde im Frühjahr 2005 oberhalb des Ortskerns im Rahmen von Aushubarbeiten für den Bau eines neuen Hauses entdeckt. Der bedeutsame archäologische Fund ist ein Beleg für das hohe Alter der Besiedlung um St. Pauls.

## Datierung
Die Villa wurde auf das 4. Jahrhundert n. Chr. datiert. Die zeitliche Einordnung des Gebäudes ergibt sich aus vereinzelten Kleinfunden, darunter Bruchstücken feinen Tafelgeschirrs, sowie aus der Radiokohlenstoffdatierung der noch vorhandenen Holzbalken. Weitere Datierungshinweise liefern einige Dekormotive der erhaltenen Mosaike, die etwa mit jenen in Aquileia korrespondieren.

## Entstehung
Die Entstehung der Villa fiel in eine wirtschaftlich schwierige Zeit, in der sich der Großteil des Landbesitzes in der Hand weniger Latifundisten (Großgrundbesitzer) konzentrierte. Steigender steuerlich-wirtschaftlicher Druck zwang weite Teile der spätantiken Bevölkerung, sich unter den Schutz eines örtlichen Herrn zu stellen, was sich auch in der Architektur widerspiegelte. Die großen politischen und wirtschaftlichen Veränderungen führten dazu, dass besonders qualitätsvolle Empfangs- und Repräsentationsräume erbaut wurden.

## Erhaltungszustand
Bei den Grabungen wurden bis 2010 27 Räume freigelegt. Die Villa hatte ursprünglich aber eine viel größere Ausdehnung. Die Reste erstrecken sich sowohl gegen Norden als auch in den südlich angrenzenden Grund, während der östliche Teil der Anlage größtenteils zerstört wurde. Der westliche Teil (bergseitig) ist wesentlich besser erhalten. Talseitig sind die Mauern nahezu vollständig zerstört, da sie in der Neuzeit systematisch abgetragen wurden. Vermutlich dienten sie zur Gewinnung von Baumaterial. Die Plünderungsgräben zeichnen jedoch den Verlauf der Mauern nach.

## Aufteilung der Villa

### Badeanlage
Die Badeanlage befindet sich im südlichen Teil der Anlage. Sie wurde 2007 ausgegraben und ist, den römischen Gepflogenheiten entsprechend, mit einem Calidarium (Heißbaderaum), einem Tepidarium (Raum mit milder Hitze) und einem Frigidarium (Kaltbaderaum) versehen. Sowohl das Calidarium, das eine Größe von 3 × 2 Metern aufweist und mit Fresken geschmückt war, als auch das Tepidarium, das ebenfalls mit Fußbodenmosaiken geschmückt ist, sind mit einer Fußbodenheizung ausgestattet. Die danebengelegene Heizungsanlage, das Praefurnium diente dazu, die Räume zu erwärmen. Zwischen den beiden Räumen bestand eine Verbindung, welche die Zirkulation der warmen Luft erlaubte. In Anbetracht seiner geringen Ausmaße wird angenommen, dass im Calidarium eine sehr hohe Temperatur erreicht werden konnte. Die Wasserbecken weisen noch Reste der ursprünglichen Marmorverkleidung auf.
Talseitig angrenzend besteht eine runde Mauerstruktur von ca. 1,5 m Stärke mit einem besonders tiefen Fundament, dessen exakte Funktion noch nicht geklärt ist.
Bergseitig des Calidariums und des Tepidariums verläuft ein sorgfältig ausgeführter gemauerter Kanal, dessen Basis aus flach verlegten Leistenziegeln besteht und von dem noch zwei Marmorplatten der Abdeckung am Ursprungsort (in situ) erhalten sind. Der Kanal hat eine Verbindung zu einem prunkvoll ausgestatteten Raum mit rundem Grundriss. Dessen Fußboden war ursprünglich mit Marmorplatten verkleidet, die auf einer massiven Lage von Ziegelsplittestrich auflagen. Von der gleichfalls aus weißen Marmorplatten bestehenden Verkleidung der Mauern haben sich nur kleine Fragmente erhalten. Der Raum diente vermutlich als Wasserbecken. Daran nordwestlich anschließend wurde das Fundament einer stark heruntergekommenen Baueinrichtung freigelegt, die vermutlich als Wasserspeicher gedient hat.

### Repräsentationstrakt
Im Repräsentationstrakt kamen mehrere prunkvoll ausgestattete Räume zum Vorschein, darunter ein mit einem Schwarz-Weiß-Mosaik versehener Raum. Daneben wurde ein weiterer, unter einer massiven Bauschuttschicht liegender Bereich freigelegt. Der Raum war mit einer Apsis versehen und weist beachtlichen Umfang auf. Die Aula hat ein Ausmaß von 9 × 8 Metern, die Apsis hat einen Durchmesser von 6 Metern. Die Stärke der Mauer beträgt 0,60 m, im Apsidenbereich 1,10 m. Dieser besondere Raum  ist mit einem heute noch nahezu vollständig erhaltenen, bunten Fußbodenmosaik geschmückt. Weiters wurden mehrere mit Mosaiken geschmückte Teile freigelegt. Die Mosaike weisen sowohl (polychrome) als auch schwarz-weiße geometrische und floreale Muster auf.

## Aktueller Besitzer
Nach den ersten Ausgrabungen 2005 und aufgrund der Besonderheit des Fundes erwarb das Land Südtirol das Grundstück im Jahr 2006/07.
Die römerzeitliche Villa wird nun aufgrund ihrer außergewöhnlichen Bedeutung musealisiert. Die Entscheidungen wurden in Absprache mit dem Land Südtirol und der Gemeinde Eppan getroffen, die in Zukunft einen öffentlichen Zugang zur Fundstelle ermöglichen wird.
Die Finanzierung der Arbeiten erfolgte durch staatliche Gelder aus den Lotterieeinnahmen.